# Morgenbladet
«Моргенбладет» (норв. Morgenbladet — «Утренняя газета») — старейшая еженедельная (ранее ежедневная) газета Норвегии, освещающая вопросы политики, культуры и науки.

## История
Основана, как первая ежедневная газета Норвегии в 1819 году издателем Нильсом Вульфсбергом. Долгое время «Morgenbladet» была самой популярной газетой страны и наибольшей по тиражу. Адольф Бредо Штабель, главный редактор с 1831 по 1857 год, сделал газету важной силой оппозиции как в политике, так и в литературе. С редакцией сотрудничали видные деятели культуры, в частности, Генрик Вергеланн, Сири фон Эссен, Бернт Микаэль Хольмбоэ и др.
Одно время являлась печатным органом Консервативной партии Норвегии и ведущим консервативным новостным агентством Норвегии. Во время Второй мировой войны газета не выходила. После войны заняла более консервативные позиции.
В 1993 году была куплена компанией «Truls Lie», которая превратила издание в широкоформатную еженедельную газету, более высокоинтеллектуальную, с упором на культуру, искусство, литературу и антинеолиберальную политику. В 2003 году право собственности ещё раз сменилось, когда газета была куплена Фондом свободы слова.
Целевой аудиторией «Morgenbladet» являются хорошо образованные и ориентированные на культуру люди: 68 % читателей имеют более четырёх лет университетского или высшего образования. Газета стремится быть «местом встречи идей, местом для размышлений, дискуссий и споров, которые являются необходимой частью критических, публичных дебатов, но выпадают из ритма повседневной жизни». Газеты имеет интернет-издание. Разделена на четыре основных раздела: текущие события, идеи, культура и книги.
В период с 2003 по 2014 год тираж увеличился более чем в три раза, достигнув 29 382 экземпляров в 2014 году, что делает её крупнейшей еженедельной газетой в Норвегии по тиражу и девятой по объёму среди всех газет.
В числе главных редакторов газеты был Карл Йоаким Хамбро (1913—1919).

## Тираж

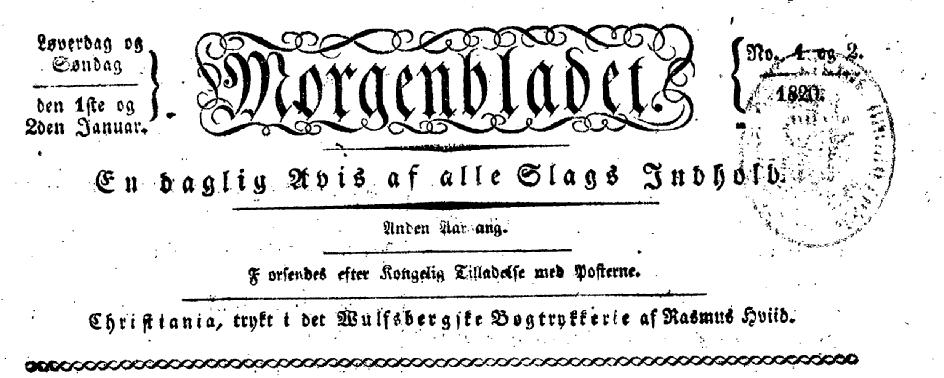
Номер газеты за январь 1820 года

- 1995: 5 057
- 1999: 5 720
- 2000: 6 021
- 2001: 6 746
- 2002: 7 229
- 2003: 8 255
- 2004: 11 608
- 2005: 13 870
- 2006: 15 720
- 2007: 18 735
- 2008: 21 560
- 2009: 22 808
- 2010: 23 637
- 2011: 26 365
- 2012: 28 605
- 2013: 29 337
- 2014: 29 382
- 2015: 29 046
- 2016: 28 870
- 2017: 28 998
- 2018: 29 090
- 2019: 29 070
- 2020: 27 730
- 2021: 29 750
- 2022: 32 313